# Ангел Леонкев
Ангел Стоянов Леонкев е български архитект, живял и творил във Варна.

## Биография
Ангел Леонкев е роден през 1872 г. във Враца, Османска империя. Завършва архитектура във Виенския технически университет през 1901 година.
Родственик е на Цено Леонкев, кмет на Враца от 1887 до 1893 година.
Помощник кмет и длъжностно лице по гражданското състояние на Варненската Градска Община в периода 1921 – 1923 г.[източник? (Поискан преди 35 дни)]
След дипломирането си живее и твори във Варна, където създава някои от знаковите за града сгради в годините до 1940 г.
Оцелели до днес негови проекти са:
- Жилищно-търговска сграда, Варна, ул. „Воден“ № 13, бул. „Княз Борис I“, построена през 1907 г.[3]
- Жилищно-търговска сграда, Варна, бул. „Княз Борис I“ № 71, построена през 1906 г.[4]
- Жилищна сграда, Варна, бул. „Княз Борис I“ № 48, ъгъла на ул. „Баба Рада“ № 2, построена през 1928 г.[5]
- Жилищна сграда, Варна, бул. „Княз Борис I“ № 8А, ъгъла на ул. „Княз Александър Батенберг“ № 2[6]
- Жилищна сграда, Варна, ул. „Княз Александър Батенберг“ № 9, ъгъла на ул. „Архимандрит Филарет“, построена през 1928 г.[7]
- Жилищна сграда, Варна, ул. „Дебър“ № 17, ъгъла на ул. „Симеон I“ № 20A, построена през 1928 г.[8]
- Жилищно-търговска сграда, Варна, бул. „Владислав Варненчик“ № 79, построена през 1928 г.[9]

Леонкев също така участва с неосъществен идеен проект в конкурса за Морските бани на Варна, 1925 г., които впоследствие са построени през 1928 г. по проект на варненския архитект Манол Йорданов Стателов.
През 2011 г. на негово име с решение на Общинския съвет е кръстена улица „арх. Ангел Леонкев“ в район „Приморски“.
Умира не по-рано от септември 1937 година.